# The Transporter
The Transporter (bra: Carga Explosiva; prt: Correio de Risco) é um filme de ação franco-americano dirigido por Louis Leterrier e Corey Yuen e lançado em 2002.

## Sinopse
Frank Martin, um ex-militar inglês, é um transportador de pessoas ou cargas ilegais em Nice, França. Metódico, segue pelo menos três regras: primeira - nunca mude o acordo, segunda - sem nomes, e terceira - nunca olhe a encomenda. Numa entrega, ao trocar o pneu furado de seu BMW E38 percebe que o conteúdo da sacola está vivo, no caso, uma moça asiática. Quebra a terceira de suas regras dando-lhe comida. Logo após efetuar a entrega para Wall Street, este o contrata para outro serviço em seguida. Ele aceita mas durante uma parada para refeição seu carro explode. Após ser procurado pelo Inspetor da polícia francesa Tarconi sobre o veículo, Frank retorna a residência de Wall Street e é recebido com lutas e tiroteio. Na fuga, a moça da sacola, se esconde em seu carro. Ele a leva para sua casa mas logo tem de fugir dali pois é bombardeada por foguetes. Ao tentar confrontar Wall Street, encontra também o Sr.Kwai, pai de Lai. É preso e acaba confessando seu envolvimento em transportes criminosos mas revela que o Kwai e Wall Street estão também envolvidos com imigração ilegal. Com ajuda indireta do inspetor, persegue Wall Street e Kwai.   

## Elenco
- Jason Statham......Frank Martin
- Qi Shu......Lai
- Matt Schulze......Wall Street
- François Berléand......Inspetor Tarconi
- Ric Young.......Sr. Kwai
- Doug Rand......Líder
- Didier Saint Melin......Boss

## Produção
A direção do filme foi divida entre Corey Yuen para a parte de coreografia das lutas e Louis Leterrier a direção artística. As cenas externas foram gravadas no sul da França, nas cidades de Nice, Cannes e Marselha.